# Zündapp K 80
Das Leichtkraftrad Zündapp K 80 des Herstellers Zündapp wurde von 1981 bis 1984 in drei verschiedenen Versionen produziert.

## Modellvarianten
Erste Ausführung 540-010
Die erste Ausführung 540-010 wurde von 1981 bis 1982/83 gebaut und ähnelt äußerlich dem zeitgleichen Mokick CS 50. Dessen 120 mm Bremstrommel vorn wich einer 220 mm Scheibenbremsanlage und einer stärkeren Vorderradgabel. Rahmen und Hinterrad-Schwinge wurden verstärkt, der Rahmen erhielt andere Unterzüge zur Aufnahme des größeren Motorblocks, das Vorderrad wurden verändert und der Kraftstofftank vergrößert. Der luftgekühlte Motor mit 80 cm³ Hubraum wurde vom Typ 314-060 übernommen, als Vergaser wurde der Bing 21/20/115, als Auspuff der Boysen 17 verwendet – wie bereits in der KS 80 und KS 80 Touring. Die Nennleistung beträgt 8,3 PS bei 6000/min, das maximale Drehmoment 10 Nm bei 5.800/min. Auch war die Höchstgeschwindigkeit bei allen Leichtkrafträdern der 80-Kubik-Klasse gesetzlich auf 80 km/h begrenzt.
Zweite Ausführung 540-011
Die zweite Ausführung 540-011 wurde 1983 gebaut; im Vergleich zur -010 wurde der Bremsscheiben-Durchmesser von 220 mm auf 240 mm vergrößert, der Rahmen, das Heck, die Sitzbank und die Seitendeckel geändert. Außerdem ließ sich die Sitzbank durch einen ähnlichen Mechanismus wie bei der KS 80 Super und KS 80 Sport öffnen, so dass im Heck ein kleiner Stauraum zugänglich wird.
Dritte Ausführung 540-200
Die 1984 produzierte dritte Ausführung 540-200 war eine weiterentwickelte 540-011, der Rahmen wurde so geändert, dass man nun die Sitzbank und damit den Stauraum im Heck abschließen konnte. Die wichtigste Änderung war die Umrüstung auf Wasserkühlung und 12-V-Elektrik mit 60/55 W-H4-Lampe im Hauptscheinwerfer. Die Unterzüge wurden verbreitert und mit Halterungen für den Wasserkühler versehen. Als Motor wurde der 314-100 mit wassergekühltem 80 cm³-Zylinder verbaut, und als Auspuff kam der geknickte Boysen 27 zum Einsatz, der auch an den 537er Modellen verbaut wurde. Tachometer und Drehzahlmesser stammten auch von den 537er Modellen.
Des Weiteren gab es noch Dutzende weiterer Änderungen bei den Modellen der K 80, wie etwa bei späteren Baujahren verstärkte Felgen vorne und hinten, sowie hinten einen anderen Bremsteller.